# Daniel-François Cuypers
Pour les articles homonymes, voir Cuypers.
Daniel-François Cuypers, seigneur de Rymenam, d'Opstalle, de Muijselwijck (nl) et de Soetinghen, était un magistrat, chroniqueur et collectionneur brabançon, né le 22 novembre 1653 à Malines et mort le 4 mars 1725 à Malines.

## Biographie
Daniel-François Cuypers est le fils de Petrus Cuypers et de Maria van der Hoffstadt, dame de Muyselwyck. Il est élève au collège jésuite de sa ville natale, étudie la philosophie à l'université de Louvain (1673) puis le droit. Après avoir visité la France, le Piémont et la Toscane, il obtient son doctorat en droit à Rome, le 19 août 1677.
Rentré dans son patrie, il devient greffier communal, échevin et garde des chartes de la ville de Malines, puis président de la chambre de rhétorique en 1706. 
En 1687, il épouse Joanna Maria Hamers. Il est le grand-père du comte Joseph-Ferdinand-Ghislain de Cuypers d'Alsinghen (1736-1775), biographe, qui épousera Marie Henriette de Grosberg-Bavière (petite-fille du prince-évêque Joseph-Clément de Bavière).
S'intéressant notamment à l'histoire nationale, à la généalogie et à l'héraldique, il possède une collection d'objets curieux et une importante bibliothèque. Il seconde plusieurs hommes marquants dans leurs recherches historiques, notamment Sollerius pour la rédaction de ses acta sacti Rumoldi ou bien Van Loon pour son histoire métallique de Hollande. 
Il est enterré dans l'église de sa seigneurie de Rijmenam.

## Publications

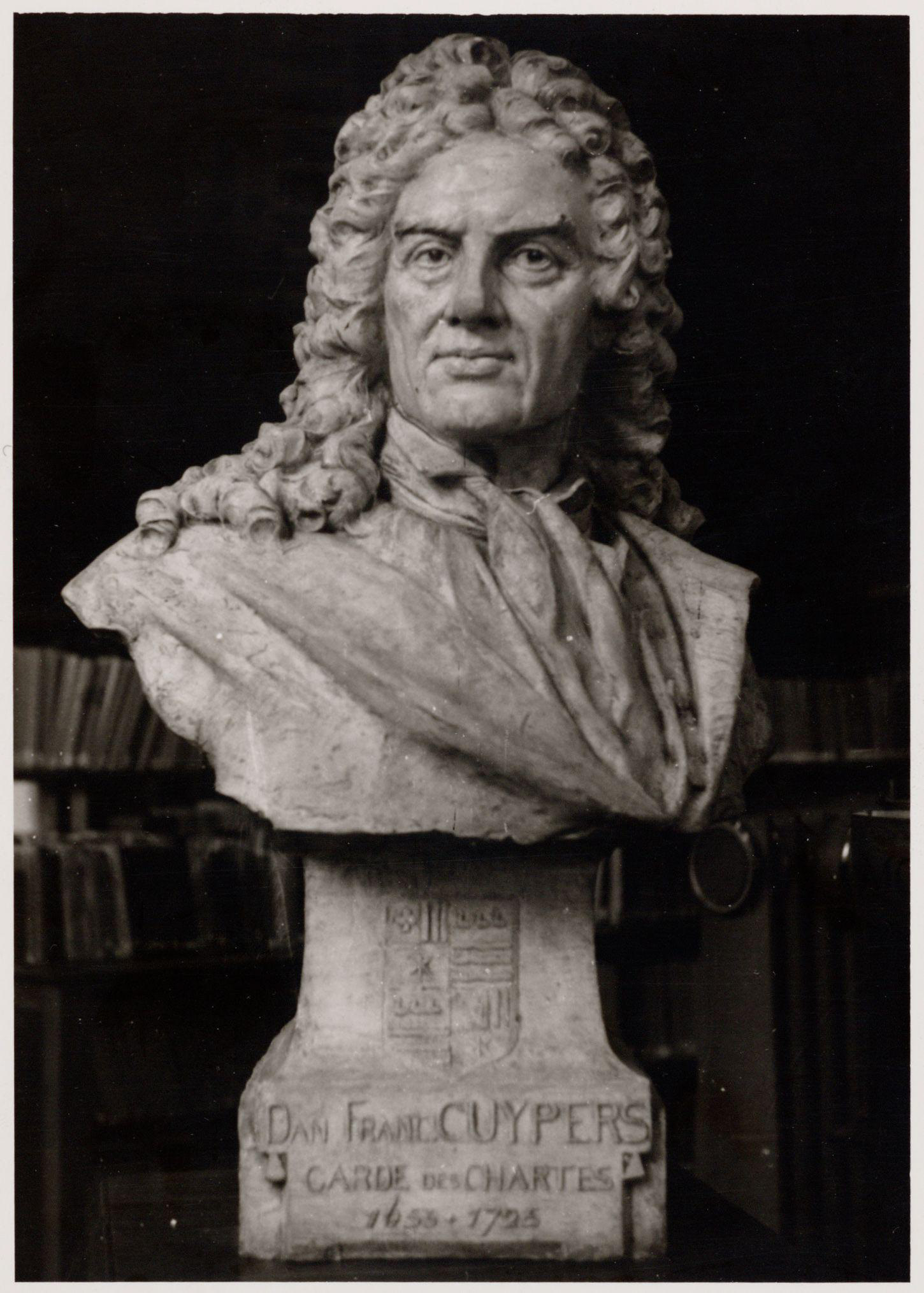
Buste de Daniël Franciscus Cuypers.

- Chronyeke ende beschryvinghe van de geschiedenissen voorgevallen in en ontrent de stadi Mechelen, wanneer en op wat conditien liet districkt daer aengecomen is Sondagli nue Sinte Pauwels bekeeringh 1307, en hoe Mechelen verheven is tot een græfschap 1490 (2 volumes)
- Une description des antiquités de Malines depuis 661 jusqu'en 1574, tirée du greffe de cette ville
- Idea hierarchiæ Belgicæ sive Belgium Sacrum, de episcopatibus belgicarum provinciarum rebusque ab episcopîs præclarè gestis, deducta serie ad nostrani usque ætatem (4 volumes)
- Une liste chronologique des magistrats de Malines depuis 1260 jusqu'au 19 août 1715, avec quelque notes historiques en flamand
- Copie des épitaphes remarquables de Malines
- Diverses pièces authentiques pour servir à l'histoire de Malines
- Inventaris van de privilegiën, Vonissen ende bescheden der stadt ende prov. van Mechelen, dewelcke berusten inden thoren

## Littérature
- Biographie nationale de Belgique, tome 4, Académie royale de Belgique
- Kan. Dr. J. Muyldermans, De edele Familie Cuypers te Mechelen in de 17e en 18e Eeuw, 1925